# Campionati oceaniani di badminton a squadre 2025
I Campionati oceaniani di badminton a squadre 2025 si sono svolti ad Auckland, in Nuova Zelanda, dal 10 al 12 febbraio 2025. È stata la 7ª edizione del torneo, organizzato dalla Badminton Oceania.

## Podi
| Evento       | Oro       | Argento       | Bronzo             |
| Torneo misto | Australia | Nuova Zelanda | Polinesia francese |

## Classifica finale
| Pos | Squadra            | G | V | P | PV | PP | DP  | GV | GP | DG  | PF  | PS  | DP   | Pt | Risultato |
| --- | ------------------ | - | - | - | -- | -- | --- | -- | -- | --- | --- | --- | ---- | -- | --------- |
| 1   | Australia          | 4 | 4 | 0 | 20 | 0  | +20 | 40 | 2  | +38 | 870 | 373 | +497 | 4  | Oro       |
| 2   | Nuova Zelanda (H)  | 4 | 3 | 1 | 15 | 5  | +10 | 32 | 11 | +21 | 818 | 502 | +316 | 3  | Argento   |
| 3   | Polinesia francese | 4 | 2 | 2 | 10 | 10 | 0   | 21 | 20 | +1  | 625 | 636 | −11  | 2  | Bronzo    |
| 4   | Figi               | 4 | 1 | 3 | 3  | 17 | −14 | 6  | 34 | −28 | 398 | 792 | −394 | 1  |           |
| 5   | Isole Cook         | 4 | 0 | 4 | 2  | 18 | −16 | 4  | 36 | −32 | 409 | 817 | −408 | 0  |           |